# Epilobium fleischeri
Epilobium fleischeri là một loài thực vật có hoa trong họ Anh thảo chiều. Loài này được Hochst. mô tả khoa học đầu tiên năm 1826.

## Hình ảnh

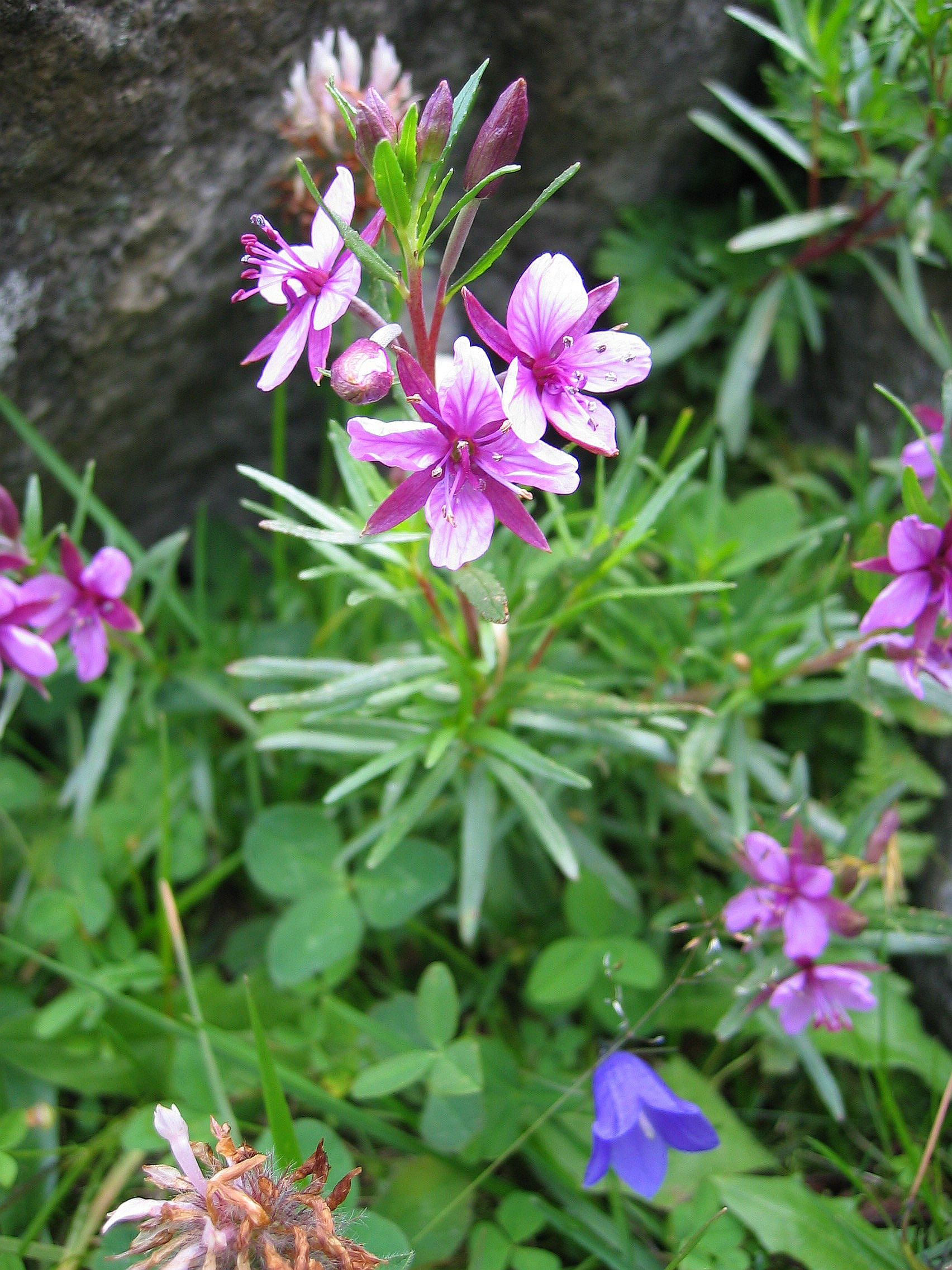
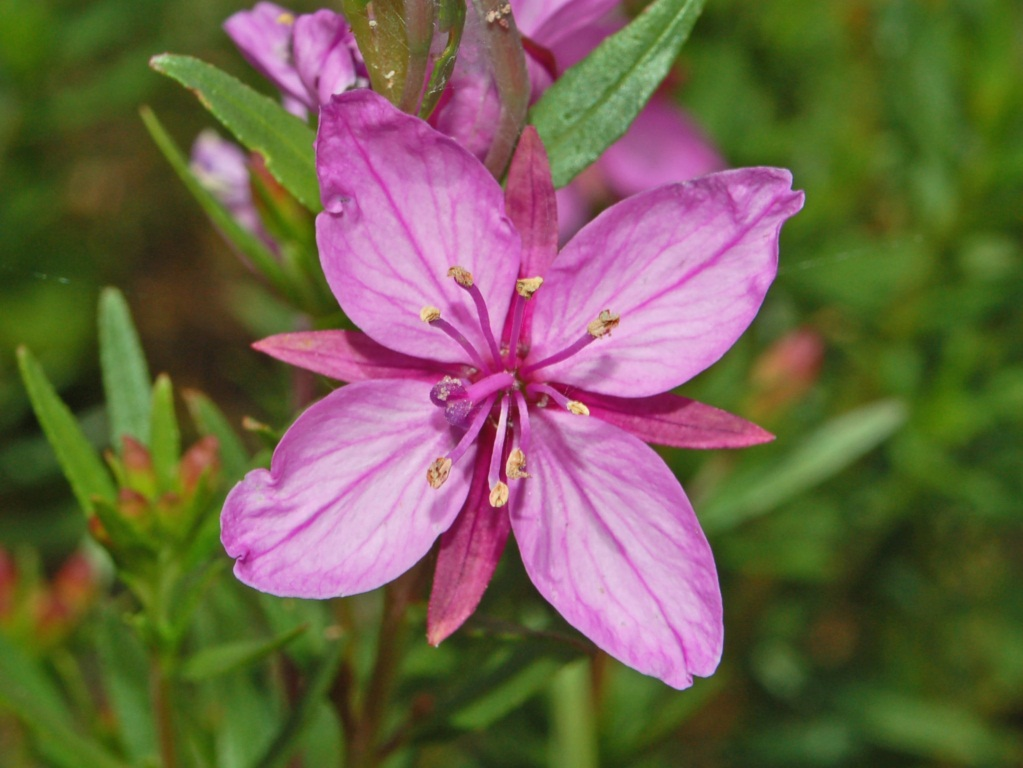
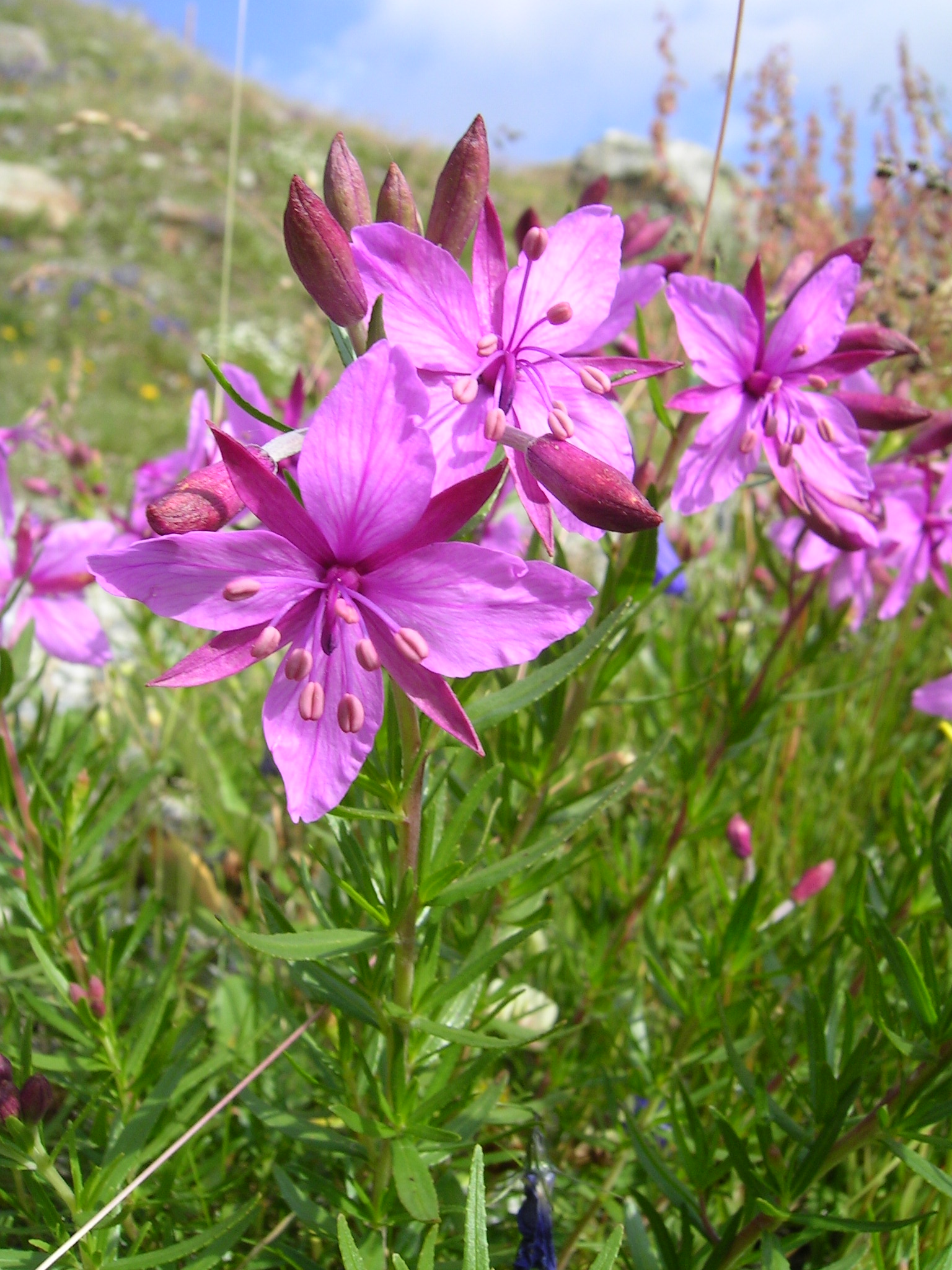
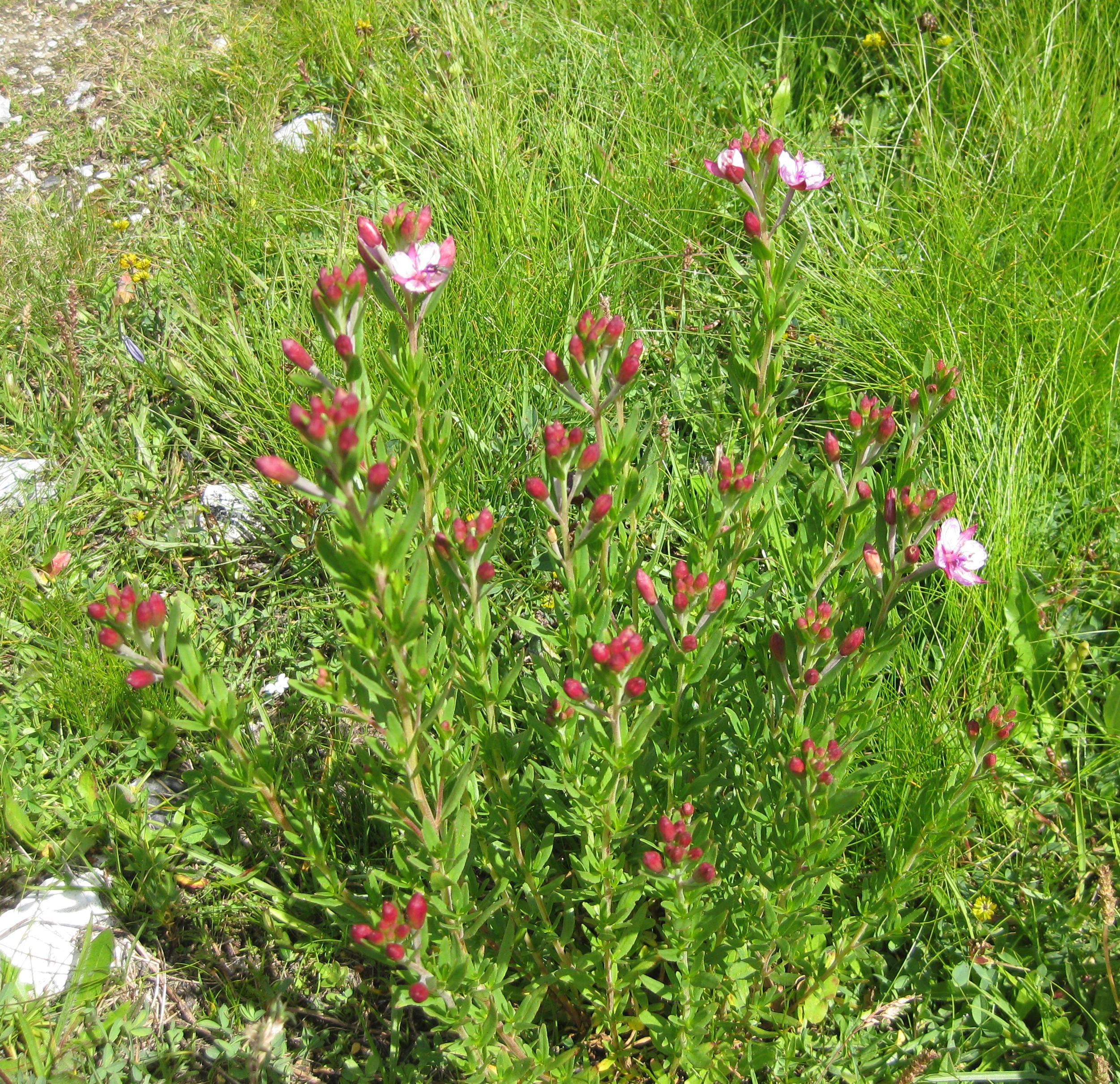